# Parafia św. Wojciecha w Solcu
Parafia pw. Świętego Wojciecha w Solcu – parafia rzymskokatolicka należąca do dekanatu gostynińskiego, diecezji płockiej, metropolii warszawskiej. 